# Mbozo
Mbozo est un canton du Cameroun situé dans l'arrondissement de Meri, le département du Diamaré et la région de l’Extrême-Nord. C'est aussi le nom de deux villages qui en font partie, Mbozo-Foulbe et Mbozo-Moufou.

## Population
Lors du dernier recensement de 2005, la canton comptait 1 221 habitants.

Mbozo-Foulbé en comptait 507, dont 253 hommes et 254 femmes ; tandis que Mbozo-Moufou en comptait 300, avec 151 hommes et 149 femmes.

## Économie

### Éducation
Mbozo a une école publique de niveau 3 depuis 1970, avec un état des bâtiments jugé bon. Les latrines sont aménagées mais il manque des points d’eau, une clôture, des logements d’astreinte, un système d’assainissement et de reboisement… Les structures de gestion sont présentes.

### Élevage
Mbozo est répertorié parmi les villages de production des bovins dans la commune de Méri, et notamment pour ce qui concerne les races White Foulani, Métisse, zébus bororo.

### Eau et énergie
Le plan communal de développement prévoit une étude de faisabilité pour le branchement de Mbozo Foulbé à l’énergie électrique sur une distance de 3 km.

### Initiatives de développement
Il est prévu dans la localité de Mbozo la construction d’un magasin de stockage des céréales et d’un forage pastoral.
Dans le domaine éducatif, le plan de développement communal prévoit la construction et la réhabilitation de salles de classe, de clôture, de points d’eau,
Les projets prévus à Mbozo concernent également le plaidoyer pour la création d’un Centre de santé à Mbozo, la construction d’un hangar au marché, la réhabilitation de forages en panne, le plaidoyer pour la création, la construction et l’équipement d’un poste agricole.
La localité de Mbozo Foulbé est classée 12e dans les priorités de l’ordre de financement du plan communal de développement.